# Palacio de Antonio de Mendoza
El palacio de Antonio de Mendoza o convento de la Piedad es un palacio situado en  la ciudad española de Guadalajara. Fue construido en estilo renacentista en el siglo XVI y reformado en el siglo XIX añadiendo elementos neoclásicos. Ha tenido distintas funciones a lo largo de su historia: palacio nobiliario, convento, sede de la diputación provincial de Guadalajara, museo, cárcel e instituto de educación secundaria. Declarado monumento histórico-artístico perteneciente al Tesoro Artístico Nacional mediante decreto de 3 de junio de 1931, en la actualidad tiene el estatus de bien de interés cultural.

## Historia
La zona de la ciudad donde se construyó constituía en aquel momento la judería. A finales del siglo XIV, durante el reinado de Juan I de Castilla, la comunidad sefardí fue atacada por exaltados cristianos con la consecuente incautación y reparto de muchos de sus bienes. En Guadalajara, la sinagoga de los Toledanos y sus inmuebles pasaron, por Privilegio Real, a propiedad de Aldonza de Ayala, segunda esposa de Pedro González de Mendoza. Desde entonces, este templo y sus casas quedaron en poder de la familia Mendoza.
Un siglo después, Antonio de Mendoza y Luna, hijo del I duque del Infantado, afrontó la empresa de construir sobre aquellas casas un costoso palacio, siguiendo las trazas renacentistas que había importado desde Italia el arquitecto Lorenzo Vázquez de Segovia. Antes de que el proyecto se finalizara, el palacio pasó a manos de una de sus sobrinas, Brianda de Mendoza, quien decidió transformarlo en convento de monjas, para lo cual necesitó adquirir unas casas colindantes donde poder situar la iglesia. En 1524, después de varios años de diligencias, el Papa Clemente VII concedió la bula por la que podría fundar el convento bajo la Orden de San Francisco. Brianda escogió para él el título de Nuestra Señora de la Piedad, preservando la advocación que había recibido la sinagoga de los Toledanos en el momento de su transmutación de culto.
Así, como convento de monjas franciscanas, existió hasta la desamortización de 1836. Tras aquella, sus instalaciones han sufrido una profunda remodelación llevada a cabo por Ricardo Velázquez Bosco, y desde entonces han tenido diversos usos: museo provincial, cárcel, sede de la Diputación Provincial de Guadalajara y dos institutos de enseñanza, primero el Brianda de Mendoza y ahora el Liceo Caracense.

## Construcción

### Palacio

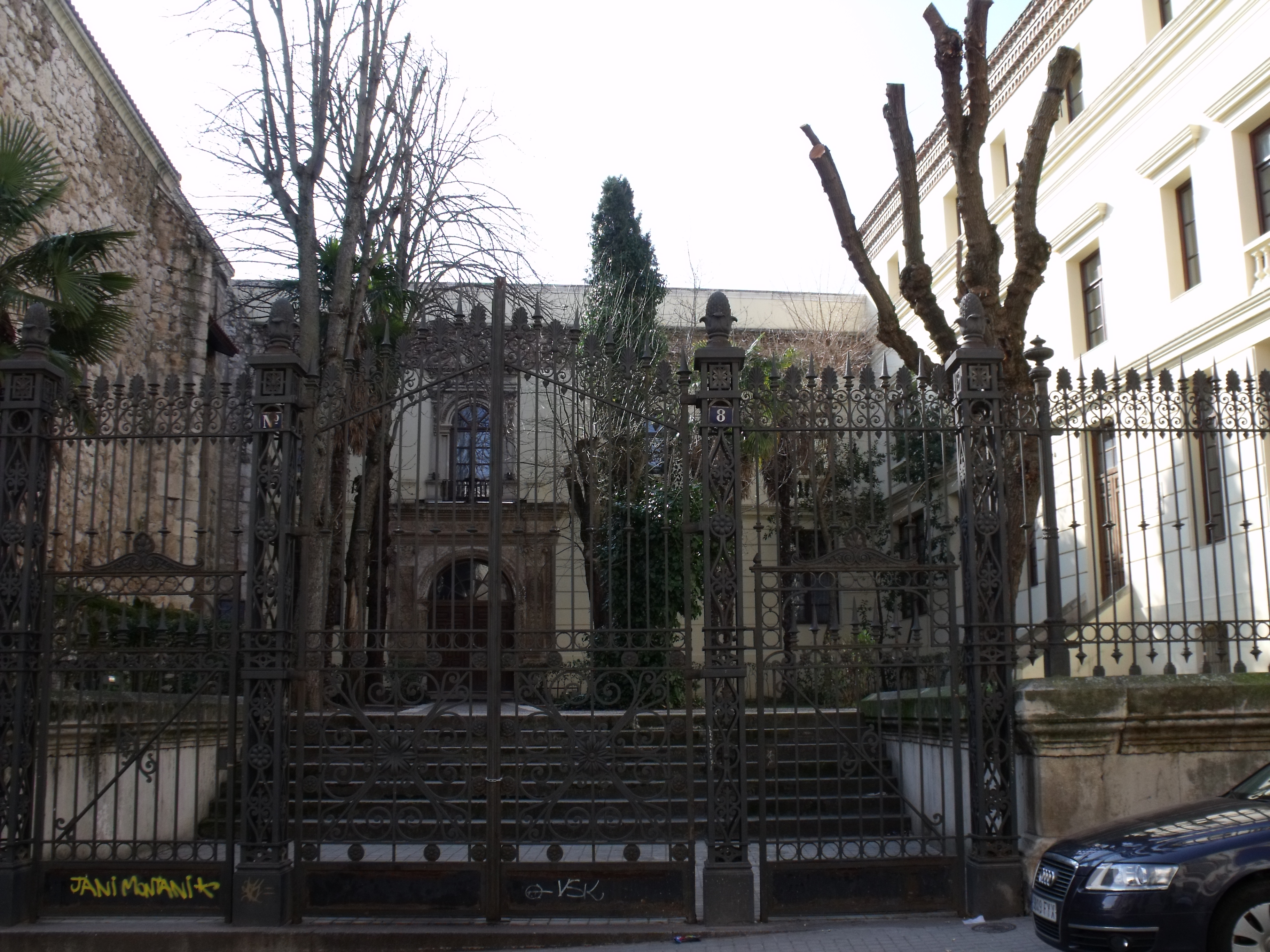
Entrada principal por el jardín.

El palacio se articula en torno a un patio central, núcleo principal del edificio. Sigue una traza cuadrangular alrededor de este, con dos brazos salientes, uno correspondiente a la iglesia y otro a parte de la ampliación del siglo XIX, quedando entre ambos un jardín cuadrangular, del mismo tamaño aproximadamente que el patio interior y con salida a la calle. Todo el edificio ofrece una disposición propios de la arquitectura renacentista italiana. Por ejemplo, su fachada principal centraba su atención en la portada (hoy mutilada de su frontón) que despliega un repertorio ornamental de trofeos militares, con lorigas, cascos, rodelas y espadas.
La portada norte del palacio tiene influencia toscana y la constituye un arco de medio punto entre pilastras. Fue decorada según el Codex Excurialensis y estuvo coronada por un pesado frontón triangular con motivos decorativos que aluden a la condición de Antonio de Mendoza y Luna, protagonista en la toma de Granada. En la remodelación realizada por Velázquez Bosco a finales del siglo XIX, el frontón quedó sustituido por un balcón del estilo neoclásico.

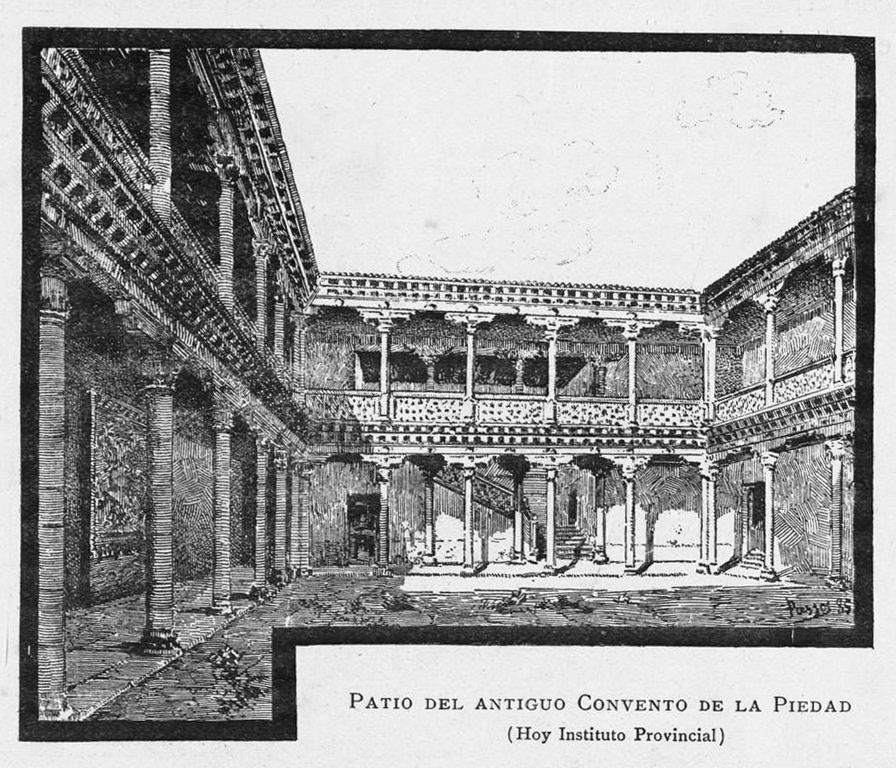
Vista del patio en un dibujo de Josep Pascó (1885)

El patio central, obra de Lorenzo Vázquez, es de planta cuadrangular, presenta dos pisos adintelados con arquitrabes con columnas y capiteles de piedra, aderezados con zapatas y cornisas de madera ornamentadas. Los capiteles remiten en su variedad decorativa a modelos italianos, sobre todo de Biagio Rossetti, y mantienen formas y motivos de inspiración clásica, que llega a las zapatas. En éstas, y en la distribución acodada de ingreso y escalera, se sigue el estereotipo mudéjar. 
En cada lado del patio aparecen seis columnas cilíndricas de fuste liso que sostienen capiteles jónicos consistentes en una corona de hojas ciñendo el arranque del capitel, cuyo cuerpo se adorna de estrías, y la moldura superior se adorna de ovas. Las columnas de los extremos de cada lado se unen con las de los extremos del lado contiguo. Sobre los capiteles cargan  unos dinteles de madera labrada y corre sobre todo ello una doble cornisa prolijamente adornada. El segundo piso del patio consta del mismo número de columnas, similares capiteles y zapatas y más pronunciado alero. Ente una y otra columna corre un antepecho calado, con piedra tallada en hexágonos recordando panales de miel. Sobre las columnas del segundo piso, anteponiéndose  al tejado a dos aguas del edificio, aparece el mismo dintel y el mismo tipo de cornisa que en el piso inferior.

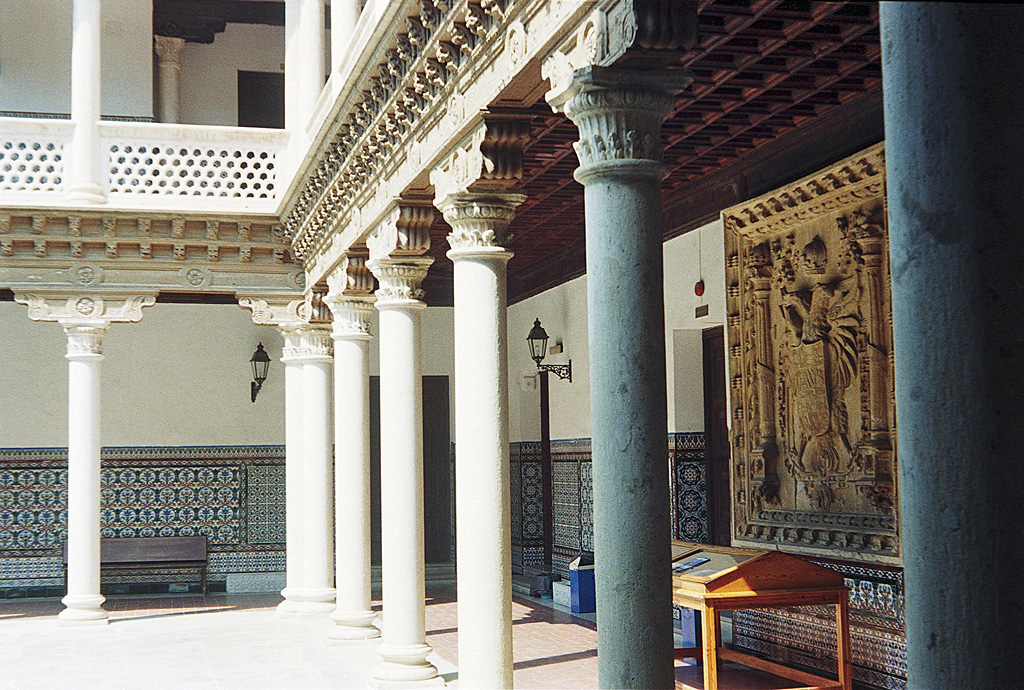
Detalle del patio del palacio, con el detalle de las columnas, las cornisas, el techo artesonado, la azulejería y el escudo de Carlos V.

Los techos de los soportales de ambos pisos incorporan un alfarje renacentista con elementos mudéjares, decorado de un artesonado de madera siguiendo trazas igualmente hexagonales irregulares, con un profundo relieve y rematado en su interior con motivos florales y heráldicos.
La escalera surge en el ala este del patio para comunicar los dos pisos. Es ancha y lustrosa, con peldaños bajos, en forma de caracol hacia la izquierda, cuya barandilla presenta los mismos elementos que el antepecho del piso superior, en forma de panal, incluyendo en el centro un escudo de la familia Mendoza y Luna, y un pasamanos de piedra tallada. La parte de la galería superior que queda sin muro donde se abre la escalera, se apoya en tres columnas con capiteles con decoración a base de copas y delfines.
Las paredes del patio están decoradas en su parte inferior, y en ambos pisos por un ornamento de azulejería sevillana siguiendo un estilo neomudéjar en tonos azules y blancos. Esta decoración fue incorporada en la reforma llevada a cabo en el siglo XIX por Velázquez Bosco.

### Iglesia
Cuando la herencia del palacio cae en favor de Brianda de Mendoza, lo convirtió en convento y encarga al arquitecto Alonso de Covarrubias la traza, labra y dirección de las obras de la nueva iglesia aneja al palacio. Las obras duraron desde 1526 a 1530 y se usó la piedra sillar y el sillarejo calizos para levantar la estructura. El templo está cercenado, ya que su ábside fue demolido en la remodelación del siglo XIX.
La portada de la iglesia es plateresca. Se compone de un arco de triunfo con una bóveda de medio cañón donde se encuentra un pórtico en forma de arco de medio punto encuadrado por dos columnas coronadas por capiteles en que asoman cabezas de carneros. Remata el conjunto el tímpano, con una representación de la piedad de María, que mantiene a un Cristo en sus brazos acompañada de Juan el Bautista y María Magdalena, y a cada lado el escudo de Brianda. Cierra la fachada una cristalería en la parte superior.

### Sepulcro de Brianda de Mendoza
Brianda de Mendoza fue enterrada en la iglesia del convento. La urna fue trazada y tallada por Alonso de Covarrubias en alabastro blanco. En los lados del sepulcro hay grutescos platerescos y están los escudos de la familia Mendoza y Luna en seis cuadrantes, dos por cada lado mayor y uno por cada menor.
A comienzos del siglo XX se retiró el sepulcro y se conservaron tres de sus paneles, quedando el cuarto guardado en un cuarto anejo. En 1937, durante la Guerra Civil, unos agentes estadounidenses a la búsqueda de piezas de arte compraron una pieza del sepulcro al cuidador del templo y se la llevaron. Hoy se conserva en el Detroit Institute of Arts (Míchigan, Estados Unidos). El sepulcro estuvo a punto de ser destruido por error en las obras de 1993, pero fue reconstruido, incluida una copia del lado que faltaba.

### Escudo de Carlos V
En una pared del lateral norte del patio se encuentra un escudo imperial de Carlos V. No es su emplazamiento original, sino que era parte en un principio de la antigua puerta del Mercado, que se situaba al final de la calle Mayor, en la actual plaza de Santo Domingo, frente a la iglesia de San Ginés. Una vez derribadas las murallas a finales del siglo XVIII para dar cabida a la expansión y posterior ensanche de la ciudad, fue trasladado al alcázar, hasta que este fue destruido definitivamente durante la Guerra del Francés. El escudo fue rescatado de entre los escombros y trasladado al palacio de Antonio de Mendoza una vez realizada la desamortización y destinado este a sede de la Diputación Provincial.
Es un escudo heráldico de grandes dimensiones labrado en relieve en una doble mezcla de cal y adobe, del mismo material que era gran parte de las murallas medievales de la ciudad. Se encuentra enmarcado por un relieve simulando un tronco de árbol rodeado por una gran cinta. Es un motivo decorativo más, poco acorde con el estilo del patio y de todo el edificio del palacio.